# Hystrichopsylla rotundisinuata
Hystrichopsylla rotundisinuata är en loppart som beskrevs av Li Kueichen et Hsieh Paochi 1980. Hystrichopsylla rotundisinuata ingår i släktet Hystrichopsylla och familjen mullvadsloppor. Inga underarter finns listade i Catalogue of Life.